# 芒斯特省
芒斯特省（英語：Munster；愛爾蘭語： [ə ˈwuːnʲ] 或  [ˌkuːɟə ˈmˠuːnˠ]），是愛爾蘭四個歷史省份之一，位於愛爾蘭島南部。下分6郡：科克郡、克莱尔郡、凯里郡、利默里克、蒂珀雷里郡和沃特福德郡。 
面積24607.52平方公里，2011年人口1243726人。省名是凱爾特人女神的名字。科克是芒斯特省最大的城市。